# Manuel Caldeira
Manuel António Caldeira (Vila Real de Santo António, 14 dicembre 1926 – Faro, 9 agosto 2014) è stato un calciatore portoghese, di ruolo difensore.

## Carriera

### Club
Con lo Sporting Lisbona giocò un totale di 217 partite vincendo 5 campionati e una coppa nazionale.

### Nazionale
Ha collezionato 3 presenze con la propria nazionale tra il 1954 e il 1955 in occasione di tre amichevoli ufficiali contro Germania Ovest, Scozia e Inghilterra.

## Statistiche

### Cronologia presenze e reti in nazionale
| Cronologia completa delle presenze e delle reti in nazionale ― Portogallo | Cronologia completa delle presenze e delle reti in nazionale ― Portogallo | Cronologia completa delle presenze e delle reti in nazionale ― Portogallo | Cronologia completa delle presenze e delle reti in nazionale ― Portogallo | Cronologia completa delle presenze e delle reti in nazionale ― Portogallo | Cronologia completa delle presenze e delle reti in nazionale ― Portogallo | Cronologia completa delle presenze e delle reti in nazionale ― Portogallo | Cronologia completa delle presenze e delle reti in nazionale ― Portogallo |
| Data                                                                      | Città                                                                     | In casa                                                                   | Risultato                                                                 | Ospiti                                                                    | Competizione                                                              | Reti                                                                      | Note                                                                      |
| ------------------------------------------------------------------------- | ------------------------------------------------------------------------- | ------------------------------------------------------------------------- | ------------------------------------------------------------------------- | ------------------------------------------------------------------------- | ------------------------------------------------------------------------- | ------------------------------------------------------------------------- | ------------------------------------------------------------------------- |
| 19-12-1954                                                                | Oeiras                                                                    | Portogallo                                                                | 0 – 3                                                                     | Germania Ovest                                                            | Amichevole                                                                | -                                                                         |                                                                           |
| 4-5-1955                                                                  | Glasgow                                                                   | Scozia                                                                    | 3 – 0                                                                     | Portogallo                                                                | Amichevole                                                                | -                                                                         |                                                                           |
| 22-5-1955                                                                 | Porto                                                                     | Portogallo                                                                | 3 – 1                                                                     | Inghilterra                                                               | Amichevole                                                                | -                                                                         |                                                                           |
| Totale                                                                    |                                                                           | Presenze                                                                  | 3                                                                         |                                                                           | Reti                                                                      | 0                                                                         |                                                                           |

## Palmarès

### Club

#### Competizioni nazionali
- Campionato portoghese: 5

Sporting Lisbona: 1950-1951, 1951-1952, 1952-1953, 1953-1954, 1957-1958
- Coppa del Portogallo: 1

Sporting Lisbona: 1953-1954